# Palais Damian

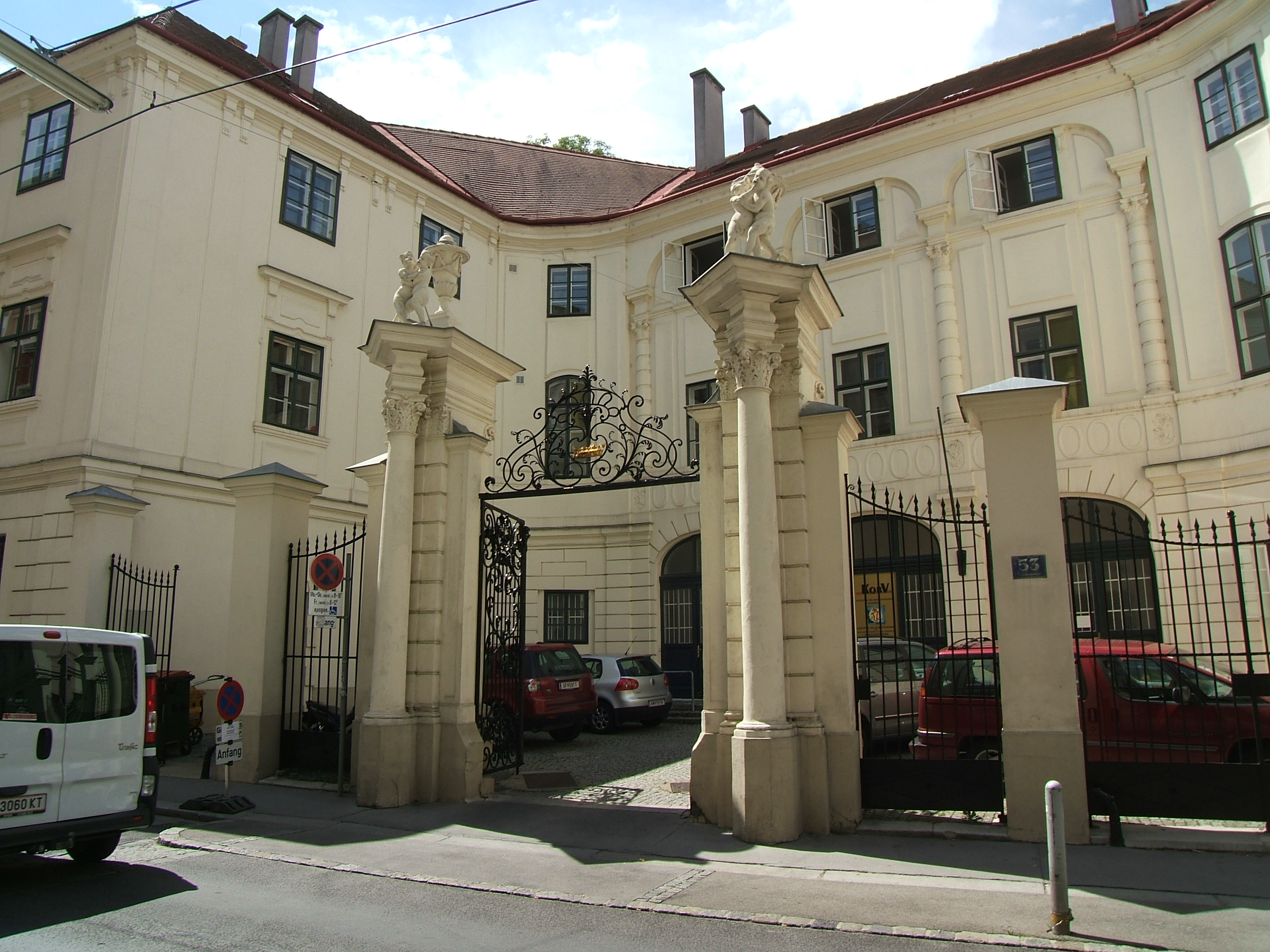
Palais Damian

Das Palais Damian befindet sich im 8. Wiener Gemeindebezirk Josefstadt, Lange Gasse 53.

## Geschichte
Das barocke Palais wurde um 1700 von einem unbekannten Baumeister für Karl August von Damian, einen reichen Holzhändler, ursprünglich mit offenen Arkaden und flachem Dach, als Gartenpalais erbaut. 1774 wurde unter dem neuen Besitzer Daniel von Zepharovich durch Liborius Thaddäus Gerl ein Stockwerk aufgesetzt und seitlich zwei Flügel angebaut, sodass ein Ehrenhof entstand. Die Arkaden wurden geschlossen und das Palais mit einer Mauer umfasst. Von 1885 bis 1897 wohnte hier der Verleger Moritz Szeps, dessen Frau einen Literarischen Salon führte. Die Gemeinde Wien ist seit 1936 Eigentümer des Palais. Während des Zweiten Weltkrieges waren die Wiener Sängerknaben im Palais eingemietet. Heute ist es Sitz des KOBV – Der Behindertenverband für Wien, Niederösterreich und Burgenland.

## Beschreibung

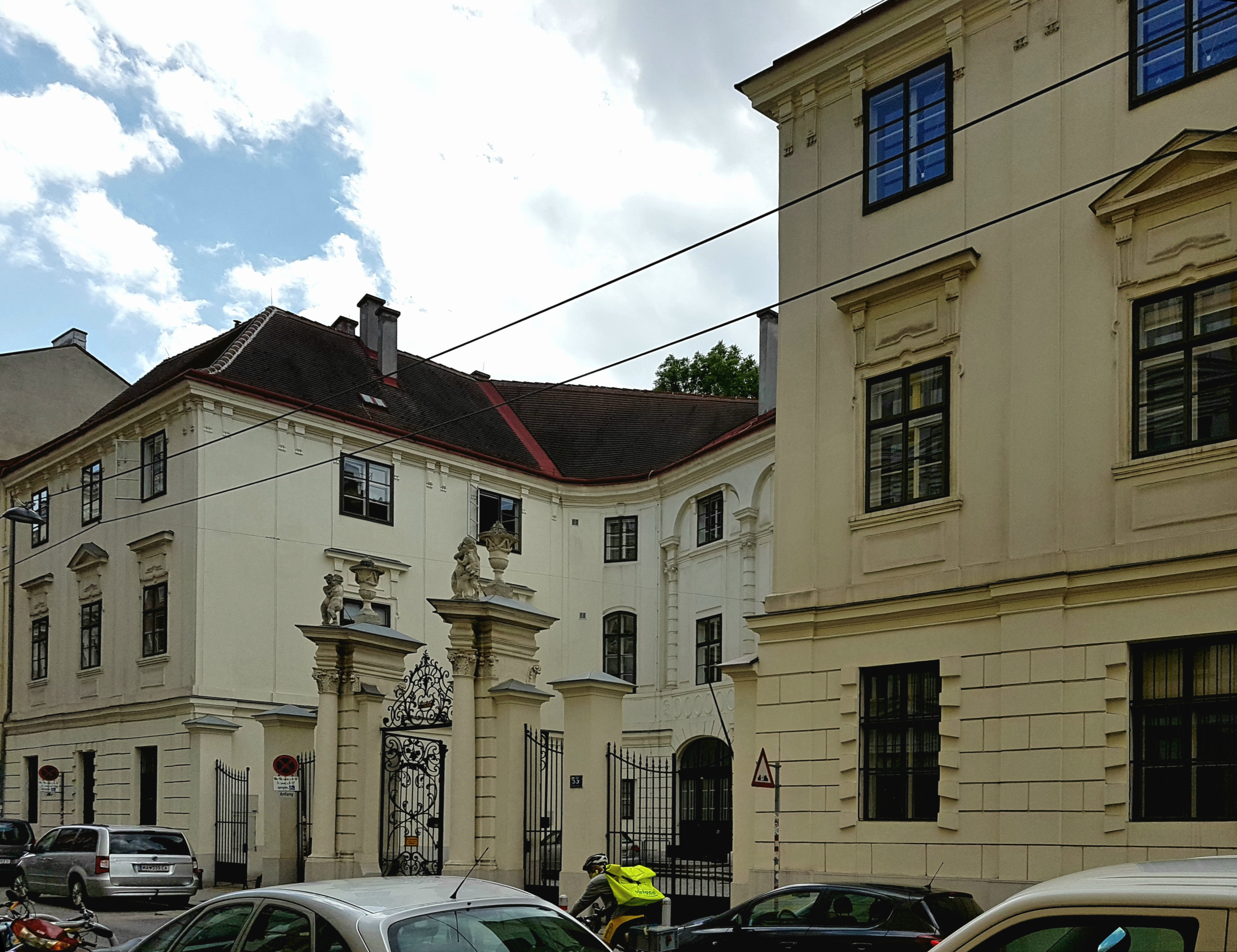
Ansicht des Palais mit den an der Straße befindlichen Flügelbauten

Die genutete Sockelzone mit Pilastergliederung umschließt in der Mittelzone eine Korbbogenarkade, die ursprünglich offen war und in eine Sala terrena führte. Die Seitenflügel sind über eine einachsige Mauerkehle mit dem älteren Trakt verbunden. Über den Arkadenbögen läuft eine Blendbalustrade mit senkrechten Ovalmotiven. Das Motiv der Arkadenbögen wiederholt sich in den Obergeschoßen durch Blendbögen, die von korinthischen Säulen mit deutlich getrennten Säulentrommeln getragen werden. Die Seitenflügel sind durch flache Pilaster gegliedert. Die Fenster der Beletage haben eine gerade Konsolverdachung und geschichtete Putzfelder in den Parapeten und Sturzfeldern.
Der Ehrenhof wird zur Straße hin durch einen Pfeilerzaun mit Gitterfeldern abgegrenzt. Zwei genutete Portalpfeiler mit schönem schmiedeeisernem Tor bilden die Einfahrt. Vor den Pfeilern steht je eine Säule mit korinthischem Kapitell und reich profiliertem flachen Giebel, auf dem Putten und Vasen stehen.